# 索氏尖鼻魨
索氏尖鼻魨（学名：Canthigaster solandri），又名細斑扁背魨、眼斑扁背魨、尖嘴規、規仔，为輻鰭魚綱魨形目四齒魨亞目四齒魨科扁背魨屬下的一个种，為熱帶海水魚，分布於印度太平洋區，從東非至土阿莫土群島，北起日本，南迄新喀里多尼亞海域，棲息深度10-36公尺，體長可達11.5公分，棲息在礁石平台、潮池、潟湖等，成對或小群活動，以藻類、海綿、軟體動物、棘皮動物、甲殼類等為食，生活習性不明，可作為觀賞魚。